# Boyfriend (Dove Cameron)
Boyfriend è un singolo della cantante statunitense Dove Cameron, pubblicato l'11 febbraio 2022 come primo estratto dal primo album in studio Alchemical: Volume 1.

## Pubblicazione
Il brano è stato anticipato dalla cantante su TikTok a inizio febbraio 2022, dove ha raggiunto piena popolarità in breve tempo. L'8 febbraio ha annunciato la copertina e la data della pubblicazione del singolo.

## Descrizione
Boyfriend è un brano pop definito da molti critici come «un inno queer».

## Video musicale
Il video musicale, diretto da Lauren Sick, è stato reso disponibile il 31 marzo 2022.

## Tracce
Testi e musiche di Dove Cameron, Delacey, Skyler Stonestreet e Evan Blair.
1. Boyfriend – 2:35

## Formazione
- Dove Cameron – voce
- Evan Blair – produzione, registrazione
- Alex Ghenea – missaggio
- Eric Lagg – mastering

## Successo commerciale
Nella Official Singles Chart britannica Boyfriend ha debuttato al 14º posto con 18 825 unità di vendita. Un mese dopo è divenuta la prima top ten di Cameron nel Regno Unito, raggiungendo la 9ª posizione con altre 20 526 unità, di cui 4 312 sono derivanti dalle vendite del formato CD.

## Classifiche

### Classifiche settimanali
| Classifica (2022) | Posizione massima |
| ----------------- | ----------------- |
| Australia         | 15                |
| Austria           | 18                |
| Belgio (Fiandre)  | 40                |
| Canada            | 25                |
| Finlandia         | 18                |
| Francia           | 123               |
| Germania          | 26                |
| Grecia            | 8                 |
| Irlanda           | 11                |
| Lituania          | 13                |
| Lussemburgo       | 25                |
| Norvegia          | 10                |
| Nuova Zelanda     | 19                |
| Paesi Bassi       | 49                |
| Perù              | 104               |
| Portogallo        | 35                |
| Regno Unito       | 9                 |
| Repubblica Ceca   | 29                |
| Singapore         | 30                |
| Slovacchia        | 20                |
| Stati Uniti       | 16                |
| Sudafrica         | 56                |
| Svezia            | 23                |
| Svizzera          | 32                |
| Ungheria          | 19                |

### Classifiche di fine anno
| Classifica (2022) | Posizione |
| ----------------- | --------- |
| Belgio (Fiandre)  | 180       |
| Canada            | 57        |
| Lituania          | 99        |
| Stati Uniti       | 51        |
| Ungheria          | 87        |